# Pierre et Vacances
Pierre & Vacances SA ist eine französische Unternehmensgruppe in der Tourismus- und Immobilienbranche. Sie wurde 1967 unter der Leitung von Gérard Brémond gegründet und beschäftigt rund 12.000 Mitarbeiter. 2022 löste Georges Sampeur den inzwischen 84-jährigen Gründer Gérard Brémond als Chairman des Verwaltungsrats ab, Franck Gervais ist der CEO der Gruppe. Das Unternehmen wird im CAC Small gelistet.
Wegen anhaltender Verluste beantragte das Unternehmen am 29. Juli 2022 am Pariser Handelsgericht das französische Schutzschirmverfahren. Nach einer Kapitalerhöhung und der Umwandlung von Darlehen in Eigenkapital wurde das Verfahren am 5. Dezember 2022 vom Gericht für beendet erklärt. Der Gründer hat dabei die Kontrolle über das Unternehmen verloren und Finanzinvestoren verfügen nun über die Mehrheit in der Hauptversammlung.

## Marken der Gruppe
- Pierre & Vacances: Ferienhäuser und Ferienwohnungen vor allem in Frankreich und Südeuropa mit 169 Standorten und 16.131 Appartements und Häuser
- adagio (Joint Venture mit Accor Hotel): voll ausgestattete Appartements mit Hotelservice in Stadtzentren in Europa sowie auch weltweit mit 89 Aparthotels und 9.996 Appartements
- maeva.com: Webplattform zur Vermittlung von Ferienwohnungen in Frankreich und in Spanien
- Center Parcs und Sunparks: große, in parkähnliche Umgebung eingebettete Ferienanlagen mit zahlreichen einzelnen Häusern und großem Zentralbereich für Einkäufe, Restaurants, Sport und Unterhaltung: 26 Standorte mit 17.405 Cottages.

Mit 284 Standorten und 43.532 Appartements betrachtet sich das Unternehmen als Marktführer in Europa bei Ferienresidenzen.